# Ian Brownlie
Sir Ian Brownlie CBE, QC, FBA, (* 19. September 1932 in Liverpool; † 3. Januar 2010 in Kairo) war ein britischer Rechtswissenschaftler und Völkerrechtsexperte.

## Leben
Brownlie wurde 1932 in Liverpool geboren und besuchte die Alsop High School in Walton, Liverpool. Anschließend studierte er von 1950 bis 1955 am Hertford College in Oxford und von 1955 bis 1956 am King’s College in Cambridge. Er erwarb seinen Bachelor im Jahr 1953 und promovierte 1961. Im Jahr 1958 wurde er als Rechtsanwalt zugelassen.
Im Rahmen seiner akademischen Laufbahn lehrte er als Dozent von 1956 bis 1957 an der University of Leeds, von 1957 bis 1963 an der University of Nottingham. Anschließend war er bis 1976 Dozent an der Universität Oxford und Fellow und am Wadham College. 1976 wurde er zum Professor für Völkerrecht an der London School of Economics and Political Science ernannt, an der er bis 1980 tätig war. Er wechselte dann an die Universität Oxford, wo er von 1980 bis 1999 den Chichele-Lehrstuhl für Völkerrecht innehatte. In dieser Zeit war er Fellow am All Souls College. Darüber hinaus war Brownlie von 1968 bis 1969 Gastdozent an der University of East Africa und 1971 an der Universität von Ghana.
Während der Geiselnahme von Teheran war er Berater von US-Präsident Jimmy Carter. Außerdem trat er mehrfach vor dem Internationalen Gerichtshof (IGH) als Anwalt auf, so zum Beispiel in den Fällen Nicaragua gegen Vereinigte Staaten, Bosnien und Herzegowina gegen Serbien und Montenegro und Libyen gegen Vereinigtes Königreich und gegen Vereinigte Staaten. In einem Fall fungierte er am IGH nach Nominierung durch Liechtenstein als Ad-hoc-Richter. Auch vor dem Europäischen Gerichtshof und dem Europäischen Gerichtshof für Menschenrechte plädierte er mehrfach. 1999 repräsentierte er Amnesty International im Auslieferungsverfahren um den chilenischen Diktator Augusto Pinochet. Brownlie trat außerdem in zahlreichen internationalen Schiedsverfahren als Schiedsrichter in Erscheinung.
Ab 1997 war er Mitglied der Völkerrechtskommission. Zuletzt wurde er hier 2006 für eine weitere Amtszeit von fünf Jahren auf Vorschlag der Regierungen des Vereinigten Königreiches, Kanadas, Neuseelands und Indiens gewählt. Am 15. Juni 2009 wurde er von Königin Elisabeth II. für seine Verdienste um das Völkerrecht zum Knight Bachelor geschlagen.
Ian Brownlie war zweimal verheiratet und Vater eines Sohnes und zweier Töchter. Er starb am 3. Januar 2010 in Kairo bei einem Autounfall, bei dem auch eine seiner Töchter ums Leben kam und seine zweite Frau verletzt wurde.

## Publikationen (Auswahl)
Mehrere von Brownlies Publikationen gelten als Standardwerke in ihrem Fachgebiet.
- International Law and the Use of Force between States, Dissertation, Universität Oxford, 1963
- Principles of Public International Law, 1966, ISBN 0-19-926194-6
- Basic Documents in International Law, 1967, ISBN 0-19-924942-3
- Basic Documents on Human Rights, 1971, ISBN 0-19-927983-7
- African Boundaries: A Legal and Diplomatic Encyclopedia, 1979, ISBN 0-903983-87-7
- System of the Law of Nations: State Responsibility, 1983, ISBN 0-19-825452-0

## Auszeichnungen
- 1977: Aufnahme in das Institut de Droit international
- 1979: Fellow der British Academy
- 1986: Orden Bernardo O’Higgins der Republik Chile
- 1993: Commander of the British Empire
- 1993: Kommandeurkreuz des norwegischen Verdienstordens
- 2001: Ehrendoktorwürde der Universität Padua
- 2004: Ehrenmitgliedschaft der Amerikanischen Gesellschaft für internationales Recht
- 2006: Wolfgang Friedmann Memorial Award für Völkerrecht
- 2009: Ehrenmitglied der Indischen Gesellschaft für Völkerrecht